# Indiana (Pensilvânia)
Indiana é um distrito localizado no estado norte-americano de Pensilvânia, no Condado de Indiana.

## Demografia
Segundo o censo norte-americano de 2000, a sua população era de 14.895 habitantes.
Em 2006, foi estimada uma população de 14.817, um decréscimo de 78 (-0.5%).

## Geografia
De acordo com o United States Census Bureau tem uma área de
4,6 km², dos quais 4,6 km² cobertos por terra e 0,0 km² cobertos por água. Indiana localiza-se a aproximadamente 393 m acima do nível do mar.

## Localidades na vizinhança
O diagrama seguinte representa as localidades num raio de 12 km ao redor de Indiana.